# Báze znalostí
Pojem báze znalostí (znalostní báze, anglicky Knowledge base) je komponentem expertních znalostních systémů, které představují velmi široké téma pokrývající několik úhlů pohledu a to od technického řešení uchovávání, zachycování a používání znalostí, přes téma expertních systémů, způsobu získávání znalostí od expertů a expertek až po firemní procesy vedoucí k managementu znalostí. Také je to centralizované úložiště informací, může se jednat o veřejnou knihovnu, databázi informací vztahující se ke konkrétní aplikaci atd. Ve vztahu k informačním technologiím je čitelným zdrojem pro šíření informací v on-line podobě nebo s možností on-line zpřístupnění. Znalostní báze se využívá k optimalizaci shromažďování, organizaci a vyhledávání informací pro organizaci nebo veřejnost.
Dobře organizovaná znalostní báze šetří firemní náklady a množství času uživatelů. Zároveň může poskytnout široké veřejnosti snadný přístup k informacím, které by jinak vyžadovaly kontakt s odpovědnou osobou společnosti.
K dispozici je široká škála softwarových aplikací, které uživatelům umožňují vytvářet vlastní znalostní báze samostatně, nebo jsou k dispozici jako součástí jiné aplikace. 
Pojem znalost (anglicky knowledge) obsahuje v sobě výraz pro vědomosti a dovednosti, a to na rozdíl od informace, která v sobě obsahuje pouhé sdělení, fakta, čísla, ale nikoliv právě proces osvojení si informace a zakódování mezi dovednosti. Báze znalostí pak zachycují praxí ověřené informace dané do širších souvislostí a ověřené expertem/expertkou.
V bázi znalostí je zapsáno velké množství různých znalostí – od nejobecnějších k úzce odborným. Specialitou jsou soukromé znalosti (též označovány jako heuristiky či nejisté znalosti). Jde o exaktně nedokázané znalosti, které expert získává postupně v průběhu praxe a o nichž ví, že mu pomáhají při řešení určitých problémů.

## Historie
Báze znalostí začaly vznikat v 60. a 70. letech jako reakce na rozvíjející se oblast umělé inteligence, která řešila uchování praktických problémů, které byly řešeny nebo by se mohly řešit. V této době bylo identifikováno, že znalosti jsou základní schopností řešit úlohy a je třeba je uchopit, popsat a uchovat k budoucímu využití, ale také zpřístupnit počítačům. Od 70. let pak tento postup začali využívat i experti z jiných oborů.

## Metody získávání znalostí
Metody získávání znalostí byly převzaty z řady disciplín od matematiky přes sociologii a psychologii.
Můžeme je rozdělit do následujících oblastí:
- Statistické metody pro data převážně numerická.
- Symbolické metody pro data založená na rozhodovacím stromě, pomáhají hledat souvislosti a vztahy v datech.
- Subsymbolické metody, které používají neuronové sítě, bayesovské sítě nebo genetické algoritmy.
- Případové usuzování založené na rozhodování na základě podobností.

Báze znalostí je tou částí komplexního Expertního systému, kde jsou uloženy znalosti expertů. Sestavování báze znalostí je dlouhodobá záležitost a to i proto to, jak jsou znalosti získávány. Proces získávání je definován třemi možnými způsoby:
- dolování znalostí od experta
- analýza již napsaných textů
- získávání dat a jejich generalizace

## Reprezentace znalostí
AsociativníAsociativní reprezentace obsahuje odpozorované nebo pravděpodobné vztahy mezi objekty. Vztahy jsou asociativní, nemusí být proto zdůvodnitelné. Jde o věci, které existují v reálném světě a nemají pojmenované vztahy.
KauzálníZde naopak máme znalosti založené na zdůvodnitelných vztazích mezi dvěma objekty, které mohou nebo jsou ve vztahu příčiny a důsledku. Jako příklad těchto znalostí mohou být takzvané inferenční sítě. Tato reprezentace je poměrně obvyklá a dá se také pojmenovat následujícím způsobem „pokud je splněna podmínka, pak z toho plyne důsledek. Tato reprezentace je postavena na pravděpodobnosti nebo fuzzy logice.
KontextovéVztahy odpovídají podmínkám, při kterých se uplatňují různé souvislosti mezi objekty, tedy určitá informace závisí na kontextu.
ProstorovéOdpovídají prostorovým vztahům mezi objekty, nejen ve smyslu polohy, ale i směru, orientace, nebo rychlosti.
TaxonomickéZnalosti založené na známých souvislostech mezi objekty, které jsou generalizované.
ČasovéZnalosti založené na změnách v určitých časových okamžicích podmiňuje okamžité, nebo časově vázané změny nebo výskyty jiných objektů. Opět jsou založeny na vztazích mezi dvěma objekty.
ModelovéOdpovídají známým nebo předpokládaným souvislostem mezi více provázanými objekty, které se ovlivňují a tím určují chování systému.

## Informační technologie
Ve vztahu k informačním technologiím je znalostní báze strojově čitelným zdrojem pro šíření informací on-line nebo s možností zpřístupňovat je on-line. Znalostní báze se používá pro optimalizaci shromažďování, organizaci a vyhledávání informací buď pro samotnou organizaci, nebo pro širokou veřejnost. Kvalitní znalostní báze šetří interní náklady. Poskytuje zákazníkům nebo interním pracovníkům snadný přístup k informacím, který by jinak vyžadoval kontakt s pracovníky organizace. K dispozici je řada aplikací, které umožňují vytvářet vlastní znalostní báze.

## Příklady
| Název       | Domovská stránka     |
| ----------- | -------------------- |
| Beyond      | aplikace Beyond      |
| Confluence  | Atlassian Confluence |
| ObjectGears | ObjectGears          |